# Нехромосомное наследование
Нехромосо́мное насле́дование — передача в ряду поколений генов, локализованных вне ядра. Для нехромосомного наследования нередко характерны сложные картины расщепления, не согласующиеся с законами Менделя. Часто этот тип наследования также называют цитоплазматическим наследованием, понимая под этим наследование генов, расположенных не только в самой цитоплазме, но и органеллах клетки, имеющих собственную ДНК (пластид, митохондрий), а также инородных генетических элементов (например, вирусов), поэтому его следует отличать от собственно цитоплазматического наследования, при котором наследственные признаки детерминируются не органеллами, а самой цитоплазмой.

## Пластидная наследственность

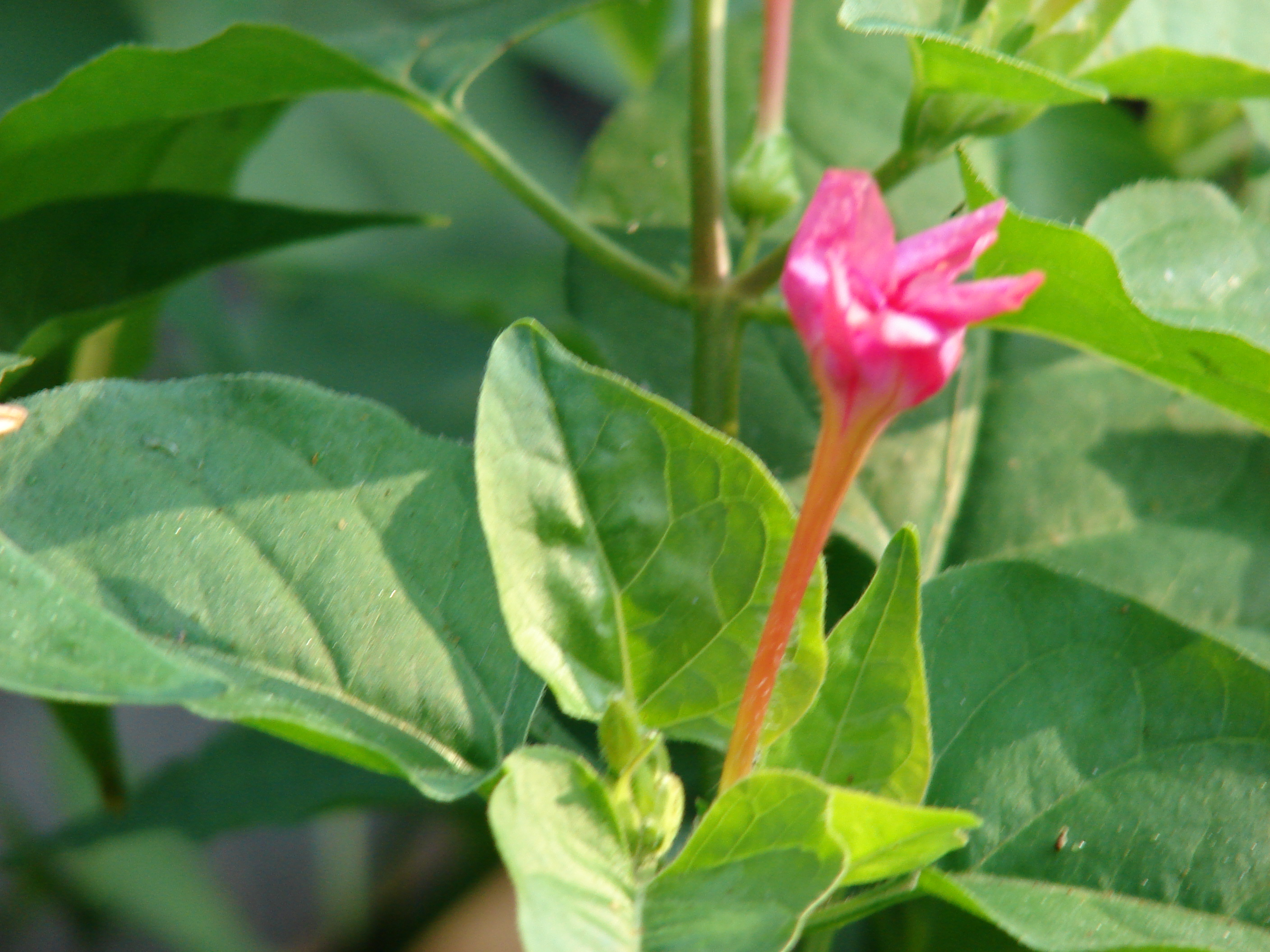
Зелёные листья Ночная красавица|ночной красавицы (Mirabilis jalapa)

Наиболее характерный пример пластидной наследственности — наследование пестролистности у ночной красавицы (Mirabilis jalapa). Этот процесс был изучен в начале XX века К. Корренсом (1908). Аналогичные исследования, но у растений герани (Geranium), проводил и Эрвин Баур (1909).
На зелёных листьях некоторых растений ночной красавицы имеются дефектные участки, лишённые пластид или содержащие дефектные пластиды — белые или жёлтые пятна, лишённые хлорофилла. При скрещивании зелёного материнского растения с пестролистным всё потомство является нормальным. Если же в качестве материнской формы взять цветки бесхлорофилльного побега и опылить их пыльцой нормального побега, то в F1 появятся только бесхлорофилльные формы, быстро гибнущие из-за неспособности к фотосинтезу. При опылении цветков пестролистного побега пыльцой зелёной формы в F1 будут и нормальные, и пестролистные, и бесхлорофилльные формы.
Наследование пестролистности у ночной красавицы — пример материнского типа наследования. То, какие будут хлоропласты у потомка, целиком определяется тем, какие хлоропласты передаст ему материнское растение. У нормального материнского растения все хлоропласты недефектны, поэтому листья потомства будут зелёными. Если материнский побег несёт дефектные хлоропласты, то и у F1 все листья будут лишены хлорофилла. Пестролистное материнское растение может передать потомку как нормальные, так и дефектные хлоропласты (так как по современным представлениям хлоропласты разделяются между дочерними клетками случайно при делении цитоплазмы), поэтому от скрещивания пестролистной материнской формы с нормальной в потомстве возможны все три варианта, а в реципрокном скрещивании все растения будут зелёными. При этом то, какие хлоропласты передаёт отцовская форма, не играет никакой роли в определении фенотипа потомства.
Но если у ночной красавицы пластиды передаёт только материнское растение, то у кипрея (Epilobium) их передаёт только отцовское растение (такой отцовский тип наследования встречается значительно реже материнского). Их могут передавать и оба родителя в равном отношении, или преимущественно отцовское растение, как у герани. Это обусловлено тем, какое количество цитоплазмы (а следовательно, и пластид) привносит в зиготу яйцеклетка и спермий.

## Митохондриальная наследственность

Схема митохондриального генома человека

Митохондрии, как и хлоропласты, содержат собственный геном, представленный кольцевой молекулой ДНК. У большинства многоклеточных организмов митохондриальная ДНК наследуется по материнской линии. Это связано, во-первых, с тем, что яйцеклетка содержит во много раз больше митохондрий, чем сперматозоид, и, во-вторых, после оплодотворения митохондрии сперматозоида деградируют. Тем не менее, для некоторых животных описано наследование митохондрий по мужскому типу, например, у мидий, некоторых насекомых; отдельные случаи известны и для млекопитающих. Митохондриальный геном кодирует ряд белков, задействованных в цикле Кребса, β-окислении жирных кислот, и, особенно, окислительном фосфорилировании. Мутации, затрагивающие митохондриальный геном, нередко приводят к развитию различных заболеваний, поскольку они нарушают энергообмен клетки и могут даже привести к её гибели. Несмотря на прогресс в области изучения причин митохондриальных заболеваний, они остаются неизлечимыми и по сей день.

### Цитоплазматическая мужская стерильность
Цитоплазматическая мужская стерильность — это наследование признаков, ограничивающих или сводящих на нет фертильность мужских растений (например, из-за образования дефектной пыльцы или даже полное её отсутствие, морфологические особенности цветка и т. п.), по материнскому типу через цитоплазму. Следует отметить, что вообще мужская стерильность у растений может определяться и рецессивным аллелем соответствующего ядерного гена. Явление цитоплазматической мужской стерильности описано у более 150 видов растений из 20 различных семейств, в частности, у таких экономически важных видов растений, как кукуруза, пшеница, рожь, сорго, сахарная свёкла, подсолнечник, бобы, морковь, лук.
Цитоплазматическая мужская стерильность обусловлена мутациями мтДНК. Во многих случаях цитоплазматической мужской стерильности наблюдается появление новых химерных генов, образующихся в результате слияния митохондриального гена с какой-либо привнесённой последовательностью из ядерного или хлоропластного генома.
У кукурузы существует особый ядерный ген — восстановитель фертильности (Rf/rf). Находясь в доминантном состоянии, он обеспечивает развитие нормального фертильного растения даже при наличии в цитоплазме фактора стерильности, а рецессивная аллель не влияет на репродуктивную функцию при нормальной цитоплазме. Поэтому стерильными будут только растения, гомозиготные по рецессивному аллелю rf и имеющие в цитоплазме фактор стерильности.
У кукурузы (Zea mays) плазмогены (то есть цитоплазматические факторы) мужской стерильности производят плейотропное действие: уменьшается число листьев, снижается устойчивость к некоторым болезням.
Явление восстановления фертильности пыльцы используется на практике для появления гетерозисных двойных межлинейных гибридов кукурузы. Так как кукуруза самосовместима, то, чтобы исключить самоопыление, у некоторых растений приходилось обламывать мужские метёлки, то есть чтобы сделать их исключительно женскими особями. Так что гибриды CytSrf/rf (CytS — стерильная цитоплазма, CytN — нормальная цитоплазма) являются решением этой проблемы, поскольку имеют цитоплазматическую мужскую стерильность и неспособны к самооплодотворению.

## Собственно цитоплазматическое наследование

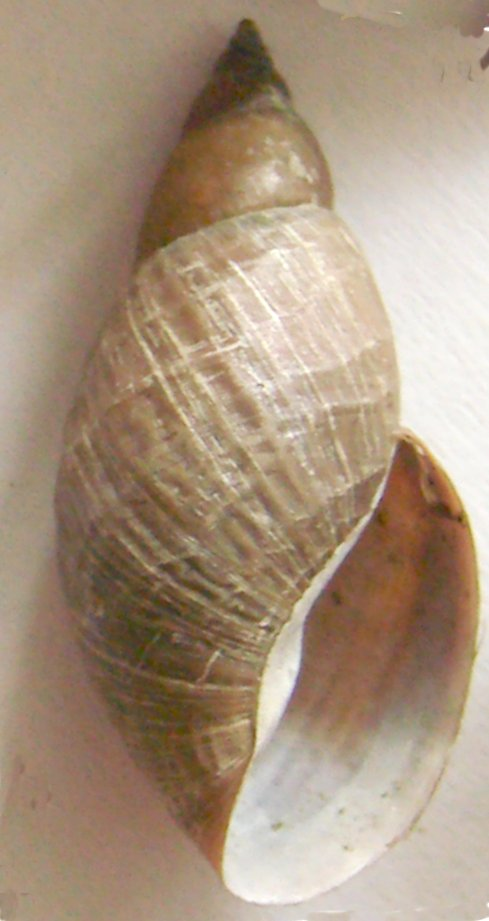
Раковина прудовика

В некоторых случаях цитоплазма сама по себе может детерминировать наследуемые признаки, однако наследование признака при этом нестойкое и затухает в течение одного или нескольких поколений.
Наиболее известным примером собственно цитоплазматического наследования является наследование формы раковины у прудовика. Она может быть правозакрученной (D, доминантный аллель) или левозакрученной (d, рецессивный аллель). При этом сам генотип моллюска никакого влияния на форму раковины не оказывает. Это определяется свойствами материнского организма, а именно цитоплазмы яйцеклетки, которая и обусловливает направление закручивания раковины (как раз эти свойства цитоплазмы и определяются геном D). При этом у материнского организма с генотипом dd все потомки будут левозакрученными, а с генотипом Dd или DD — правозакрученными, даже если он сам имеет левозакрученную раковину.

## Цитодукция
Цитодукция — это независимый перенос цитоплазматических наследственных факторов при спаривании клеток дрожжей. При этом образуется, хотя и кратковременная, стадия гетерокариона, то есть когда в клетке со смешанной цитоплазмой сосуществуют одновременно два гаплоидных ядра родителей. У 99 % зигот ядра впоследствии сливаются, однако у 1 % зигот кариогамии не происходит, и они отпочковывают гаплоидные клетки со смешанной цитоплазмой и ядром того или другого родителя. Такие отпочковывающиеся клетки называются цитодуктанты.

## Наследование внехромосомных генетических элементов
В клетке, помимо ядра, митохондрий и пластид, могут присутствовать и необязательные для неё генетические элементы — плазмиды, вирусоподобные частицы, эндосимбионты (бактерии или одноклеточные водоросли, например, хлорелла). Если их присутствие сопровождается фенотипическими отличиями от обычной клетки или организма, то при гибридологическом анализе можно проследить наследование этих отличий, а значит, и наследование самого генетического элемента.
В качестве примера можно привести взаимодействие инфузорий Paramecium и специфических генетических агентов — каппа-частиц. Инфузории, заражённые каппа-частицами, фенотипически отличаются от обычных особей. Например, у Paramecium aurelia существуют линии-убийцы, выделяющие токсин парамецин, безвредный для них самих, но смертельный для остальных инфузорий. Было выяснено, что в цитоплазме парамеций-убийц содержатся каппа-частицы — бактерии Caudobacter taeniospiralis (их можно культивировать и на искусственных средах, вне клеток инфузорий). Обычно каппа-частицы не передаются при конъюгации, так как при этом происходит обмен ядрами, а не цитоплазмой. Однако при задержке конъюгации, когда может передаваться и цитоплазма, каппа-частицы могут переходить в чувствительных партнёров. Было установлено, что сохранение каппа-частиц в цитоплазме и устойчивость к парамецину зависит от доминантного состояния трёх ядерных генов.
Появление некоторых признаков или, наоборот, угнетение их проявления может быть связано с присутствием в клетке вирусов, транспозонов (генетических элементов, способных менять свою локализацию в геноме), эписом (в случае бактериальной клетки) и др. экстрахромосомных генетических элементов. Вне зависимости от их природы такие элементы всегда передаются от родительских клеток к дочерним.

## Белковая наследственность
Прионы — белковые инфекционные агенты, у человека и других животных вызывают различные нейродегенеративные заболевания. Открытие белковых инфекционных агентов в конце XX века лишь на первый взгляд пошатнуло центральную догму молекулярной биологии. В действительности же прионы не способны к самостоятельной репликации. Прионный белок способен существовать в по меньшей мере двух конформациях: инфекционной и нормальной. Их первичная структура одинакова. Попадая в организм, инфекционный белок укладывает вновь синтезированные гомологичные белки в пространстве по своему образу и подобию. В этом и проявляется их инфекционное начало.
У млекопитающих прионы не передаются по наследству, но у грибов — дрожжей-сахаромицетов и Podospora anserina — существует явление прионной (белковой) наследственности. Таким образом, их прионный механизм наследования является наиболее ярким примером собственно цитоплазматической наследственности.

## Критерии нехромосомного наследования
Чтобы различить хромосомное и различные типы нехромосомного наследования, обычно используют комплекс оценок и приёмов, а именно:
- Различие результатов реципрокных скрещиваний, как в случае с ночной красавицей. Однако эти различия могут быть вызваны и сцепленным с полом наследованием.
- Насыщающие скрещивания с заменой всех хромосом женского организма на все хромосомы мужского.
- В случае изогамии отсутствие расщепления в скрещивании при гаметическом анализе (например, в тетрадах), но наличие постзиготических расщеплений в митозах.
- Повышенная чувствительность ДНК клеточных органелл или плазмид к некоторым агентам[17].